# Хлевнюк, Олег Витальевич
Оле́г Вита́льевич Хлевню́к (род. 7 июля 1959, Винница, Украинская ССР, СССР) — советский и российский историк, архивист, специализирующийся на исследовании сталинского периода в истории СССР. Доктор исторических наук (1997), профессор ВШЭ.

## Биография
Родился 7 июля 1959 года в Виннице. Окончил Винницкую школу № 2, Винницкий государственный педагогический институт им. Н. Островского по специальности «история» (1980) и аспирантуру Института истории СССР (1985). Кандидат исторических наук (1987, диссертация «Изменение культурного облика городских рабочих СССР. 1926—1939 гг.»), доктор исторических наук (1997, диссертация «Политбюро ЦК ВКП(б) в 1930-е гг.: механизмы политической власти в СССР»).
Главный специалист отдела изучения и публикации документов Государственного архива России. Под его редакцией был издан ряд сборников документов по истории СССР 1920—1960-х годов.
С 2011 года по 2017 год — профессор кафедры отечественной истории XX—XXI веков исторического факультета МГУ. С 2014 года — ведущий научный сотрудник Международного центра истории и социологии Второй мировой войны и её последствий, профессор школы исторических наук гуманитарного факультета ВШЭ.
Член-корреспондент Королевского исторического общества (Великобритания), член редакционного совета журнала «Slavonica», соредактор серии «Документы советской истории», входит в состав редакционных коллегий журналов «Российская история», «Новый исторический вестник», «Сahiers du Monde Russe», «Kritika. Explorations in Russian and Eurasian History», книжной серии и оргкомитета цикла конференций «История сталинизма». Соавтор школьных учебников по истории России для 11 класса.

## Награды
- Лауреат премии в области общественно-научной литературы «Общественная мысль» за книгу «Хозяин. Сталин и утверждение сталинской диктатуры» (2010)[5].
- Лауреат премии Егора Гайдара, присуждаемой Фондом Егора Гайдара, «за выдающийся вклад в области истории» (2019)[6].
- Лауреат премии «Просветитель» в номинации «Гуманитарные науки» за книгу «Корпорация самозванцев. Теневая экономика и коррупция в сталинском СССР» (2023)[7].

## Семья
- Дочь — Дарья Олеговна Хлевнюк (род. 1988) — бакалавр социологии (факультет социологии Высшей школы экономики, 2009)[8], магистр социологии (факультет социологии Московской высшей школы социальных и экономических наук, 2010)[8], доктор философии по социологии (Университет штата Нью-Йорк в Стони-Бруке)[9], научный сотрудник Института гуманитарных историко-теоретических исследований имени А. В. Полетаева[10][11][12].

## Основные работы
- В соавторстве с В. А. Козловым. Начинается с человека: человеческий фактор в социалистическом строительстве. Итоги и уроки 30-х годов. — М.: Политиздат, 1988. — ISBN 5-250-00064-9
- Ударники первой пятилетки. — М.: Знание, 1989. — ISBN 5-07-000246-5
- XVIII партконференция: время, проблемы, решения. М.: Политиздат, 1991 — ISBN 5-250-00924-7 (в соавт. с С. С. хижняковым).
- 1937 год: противостояние. — М.: Знание, 1991. — ISBN 5-07-001654-7
- 1937-й: Сталин, НКВД и советское общество. — М.: Республика, 1992. — ISBN 5-250-01537-9
- Сталин и Орджоникидзе: конфликты в Политбюро в 30-е годы. — М.: Россия молодая, 1993. — ISBN 5-86646-047-5
- Политбюро. Механизмы политической власти в 1930-е годы. — М.: РОССПЭН, 1996. — ISBN 5-86004-050-4
- Совместно с С. В. Мироненко. Заключённые на стройках коммунизма. ГУЛАГ и объекты энергетики в СССР. Собрание документов и фотографий. — М.: РОССПЭН, 2008. — 448 с. — ISBN 978-5-8243-0918-8
- Хозяин. Сталин и утверждение сталинской диктатуры. — М.: РОССПЭН, 2010. — 478 с. — ISBN 978-5-8243-1314-7.
- В соавторстве с Й. Горлицким. Холодный мир. Сталин и завершение сталинской диктатуры. — М.: РОССПЭН, 2011. — ISBN 978-5-8243-1536-3
- Хлевнюк О. В. Сталин. Жизнь одного вождя. — Издание первое. — М.: АСТ, Corpus, 2015. — 464 с. — ISBN 978-5-17-087722-5.
- Хлевнюк О. В. Сталин. Жизнь одного вождя. — Издание второе, репринтное и переписанное. — М.: Российская политическая энциклопедия (РОССПЭН), 2015. — 462 с. — (История сталинизма). — ISBN 978-5-17-087722-5.
- В соавторстве с Й. Горлицким. Substate Dictatorship. Networks, Loyalty, And Institutional Change in the Soviet Union. — Yale University Press, 2020. — ISBN 978-0-3002-3081-9
- Корпорация самозванцев. Теневая экономика и коррупция в сталинском СССР. — М.: Новое литературное обозрение, 2023. — 320 с. — (Historia Rossica). — ISBN 978-5-4448-1881-7.
- Хлевнюк О., Горлицкий Й. Секретари. Региональные сети в СССР от Сталина до Брежнева. — М.: Новое литературное обозрение, 2024. — 432 с. — (Historia Rossica). — ISBN 978-5-4448-2271-5.
- Принудительный труд в СССР / Л. И. Бородкин, С. А. Красильников, О.В. Хлевнюк. — материалы международной научной конференции. Москва, 28-29 октября 2011 г.. — РОССПЭН. — 510 с. — ISBN 978-5-8243-1800-5.